# Ronde van Italië 2022/Tweede etappe
De tweede etappe van de Ronde van Italië 2022 werd verreden op zaterdag 7 mei in Boedapest. Het betrof een individuele tijdrit over 9,2 kilometer.

## Verloop
Lange tijd stond Lennard Kämna op de eerste plaats nadat hij sneller was dan Edoardo Affini maar Matteo Sobrero dook daarna met vier seconden onder zijn tijd. Tom Dumoulin was de eerst volgende die leider werd nadat hij als eerste onder de 12 minuten dook maar hij verloor met 1 seconde zijn leidersplaats aan Simon Yates. Mathieu van der Poel werd nog tweede achter Yates en behield daardoor zijn leiderstrui.

## Uitslagen
| Boedapest – Boedapest (9,2 km) |                      |                         |        |
| Plaats                         | Naam                 | Ploeg                   | Tijd   |
| 1                              | Simon Yates          | Team BikeExchange Jayco | 11'50" |
| 2                              | Mathieu van der Poel | Alpecin-Fenix           | + 3"   |
| 3                              | Tom Dumoulin         | Team Jumbo-Visma        | + 5"   |
| 4                              | Matteo Sobrero       | Team BikeExchange Jayco | + 13"  |
| 5                              | Ben Tulett           | INEOS Grenadiers        | z.t.   |
| 6                              | Tobias Foss          | Team Jumbo-Visma        | + 17"  |
| 7                              | Wilco Kelderman      | BORA-hansgrohe          | z.t.   |
| 8                              | Lennard Kämna        | BORA-hansgrohe          | z.t.   |
| 9                              | Mauro Schmid         | Quick Step-Alpha Vinyl  | + 18"  |
| 10                             | Thymen Arensman      | Team DSM                | z.t.   |
|                                |                      |                         |        |
| 27                             | Mauri Vansevenant    | Quick Step-Alpha Vinyl  | + 32"  |

| Algemeen klassement |                      |                         |          |
| Plaats              | Naam                 | Ploeg                   | Tijd     |
| Roze trui           | Mathieu van der Poel | Alpecin-Fenix           | 4u47'11" |
| 2                   | Simon Yates          | Team BikeExchange Jayco | + 11"    |
| 3                   | Tom Dumoulin         | Team Jumbo-Visma        | + 16"    |
| 4                   | Matteo Sobrero       | Team BikeExchange Jayco | + 24"    |
| 5                   | Wilco Kelderman      | BORA-hansgrohe          | z.t.     |
| 6                   | Ben Tulett           | INEOS Grenadiers        | z.t.     |
| 7                   | Tobias Foss          | Team Jumbo-Visma        | + 28"    |
| 8                   | Bauke Mollema        | Trek-Segafredo          | z.t.     |
| 9                   | Peio Bilbao          | Bahrain Victorious      | + 29"    |
| 10                  | Mauro Schmid         | Quick Step-Alpha Vinyl  | z.t.     |
|                     |                      |                         |          |
| 20                  | Mauri Vansevenant    | Quick Step-Alpha Vinyl  | + 43"    |

1e etappe ·
2e etappe ·
3e etappe ·
4e etappe ·
5e etappe ·
6e etappe ·
7e etappe ·
8e etappe ·
9e etappe ·
10e etappe ·
11e etappe ·
12e etappe ·
13e etappe ·
14e etappe ·
15e etappe ·
16e etappe ·
17e etappe ·
18e etappe ·
19e etappe ·
20e etappe ·
21e etappe
Startlijst · Eindstanden · Afbeeldingen